# Charles Leiper Grigg
Charles Leiper Grigg (1868-1948) grundade företaget The Howdy Corporation 1920. Företaget döptes efter en dricka som han skapat, the Howdy Orange drink. 1929 lanserade företaget läskedrycken Bib-Label Lithiated Lemon-Lime Soda, som kort efter lanseringen döptes om till 7Up. 1936 ändrade Grigg namnet på företaget till The Seven-Up Company.